# Episodi di L.A. Law - Avvocati a Los Angeles (sesta stagione)
La sesta stagione della serie televisiva L.A. Law - Avvocati a Los Angeles è stata trasmessa in anteprima negli Stati Uniti d'America dalla NBC tra il 10 ottobre 1991 e il 21 maggio 1992.
| nº | Titolo originale                        | Titolo italiano | Prima TV USA     | Prima TV Italia |
| -- | --------------------------------------- | --------------- | ---------------- | --------------- |
| 1  | Something Old, Something Nude           |                 | 10 ottobre 1991  |                 |
| 2  | TV or Not TV                            |                 | 17 ottobre 1991  |                 |
| 3  | Do the Spike Thing                      |                 | 31 ottobre 1991  |                 |
| 4  | Spleen It to Me, Lucy                   |                 | 7 novembre 1991  |                 |
| 5  | Monkey on My Back Lot                   |                 | 14 novembre 1991 |                 |
| 6  | Badfellas                               |                 | 21 novembre 1991 |                 |
| 7  | Lose the Boss                           |                 | 12 dicembre 1991 |                 |
| 8  | The Nut Before Christmas                |                 | 19 dicembre 1991 |                 |
| 9  | Guess Who's Coming to Murder            |                 | 9 gennaio 1992   |                 |
| 10 | Back to the Suture                      |                 | 16 gennaio 1992  |                 |
| 11 | All About Sleaze                        |                 | 30 gennaio 1992  |                 |
| 12 | I'm Ready for My Closeup, Mr. Markowitz |                 | 13 febbraio 1992 |                 |
| 13 | Steal It Again, Sam                     |                 | 20 febbraio 1992 |                 |
| 14 | Diet, Diet My Darling                   |                 | 27 febbraio 1992 |                 |
| 15 | Great Balls Afire                       |                 | 19 marzo 1992    |                 |
| 16 | From Here to Paternity                  |                 | 26 marzo 1992    |                 |
| 17 | P.S. Your Shrink Is Dead                |                 | 16 aprile 1992   |                 |
| 18 | Love in Bloom                           |                 | 23 aprile 1992   |                 |
| 19 | Silence of the Lambskins                |                 | 30 aprile 1992   |                 |
| 20 | Beauty and the Breast                   |                 | 7 maggio 1992    |                 |
| 21 | Double Breasted Suit                    |                 | 14 maggio 1992   |                 |
| 22 | Say Goodnight Gracie                    |                 | 21 maggio 1992   |                 |